# 애그니스 모니카
애그니스 모니카 물료토(Agnes Monica Muljoto, 중국어: 楊詩曼, 1986년 7월 1일 ~ ) 인도네시아 가수, 배우, 음반 프로듀서, 미국에서 글로벌 커리어를 쌓다 . 인도네시아 가수 중 유일하게 전속 백업댄스팀인 NEZindaHood를 가지고 있다. 예명으로 애그니스 모니카를 사용했으나, 현재는 애그니즈 모로 활동하고 있다.그녀는 인도네시아에서 가장 많은 수상 경력과 가장 높은 급여를 받는 여성 가수이며, 롤링스톤 인도네시아는 그녀를 "젊은 디바이자 현대 인도네시아 미술의 아이콘"이라고 불렀습니다.
그녀는 1986년 7월에 인도네시아 자카르타에 거주하는 중국계 화교 양 (杨)씨 가문에서 태어났다. 6세 때 가수와 어린이 TV쇼의 사회자로 데뷔하였다. 어린이 가수로서 세 장의 앨범을 발표하였고, 인기있는 드라마 연기자로서 꾸준히 활동해왔다. 그러다 2003년, "..And the Story Goes"를 발매해 대단히 큰 성공을 거두며 인기가수로서의 입지를 다지기 시작했다.
그녀는 모국인 인도네시아 뿐만이 아니라, 이웃 국가인 말레이시아, 싱가포르, 브루나이, 필리핀을 비롯하여 유럽의 네덜란드에도 그 명성을 떨치고 있다. 또한 2008년과 2009년에는 대한민국 서울에서 개최된 아시아 송 페스티벌(Asia Song Fetival)에 참여하여 한국과 대만, 중국 등에까지 이름을 알렸다. 2010년에는 인도네시아판 코스모폴리탄지에서 가장 섹시한 인도네시아 가수로 뽑히기도 했다. 2010년 기준으로 그녀는 드라마 한 회당 약 6000불(미국 달러 기준)을 받는, 인도네시아에서 제일 높은 출연료를 받는 배우이다.

## 음반 목록
- Si Meong (1992)
- Yess! (1995)
- Bala-Bala (1996)
- And the Story Goes (2003)
- Whaddup A'..?! (2005)
- Nez (2008)
- Sacredly Agnezious (2009)
- Agnes Is My Name (2011)
- Agnez Mo (2013)